# Jean-Baptiste Tseng Chien-tsi
Jean-Baptiste Tseng Chien-tsi (曾建次, né le 11 décembre 1942 à Chipen) est un évêque catholique taïwanais.

## Biographie
Jean-Baptiste Tseng Chien-tsi est ordonné prêtre le 21 mars 1972.
Il est nommé évêque auxiliaire de Évêque auxiliaire de Hualien (de) (Taïwan) et évêque titulaire de Sululos (Tunisie) le 22 mai 1998 par le pape. Il est consacré évêque le 29 août de la même année par Andrew Tsien Chih-ch'un (en), évêque d'Hualien (de). Les co-consécrateurs sont Lucas Liu Hsien-tang (de), évêque de Hsinchu (de) et Leonard Hsu Ying-fa (de), O.F.M., évêque auxiliaire de Taipei.
Le 11 décembre 2017, atteint par la limite d'âge, il présente sa démission de son poste à Hualien (de), mais reste évêque titulaire de Sululos.